# Джонсон, Линдон
Ли́ндон Бэйнс Джо́нсон (англ. Lyndon Baines Johnson; 27 августа 1908, Стонуолл, округ Гиллеспи, штат Техас, США — 22 января 1973, Стонуолл, округ Гиллеспи, штат Техас, США), известный также как LBJ — американский политический и государственный деятель, 36-й президент США (1963—1969) и 37-й вице-президент США (1961—1963; при президенте Джоне Кеннеди) от Демократической партии.
Раньше был членом Палаты представителей США от 10-го избирательного округа Техаса (1937—1949), сенатор от штата Техас (1949—1961).
Инициатор крупных преобразований по защите прав человека: в частности, в 1964 году им был подписан Закон о гражданских правах, предложенный годом ранее президентом Кеннеди и запрещающий расовую дискриминацию. Линдон Джонсон проводил также реформы здравоохранения США, введя медицинское страхование для малоимущих (Медикейд) и пенсионеров (Медикэр) в 1965 году.

## Биография

### Ранние годы
Линдон Бэйнс Джонсон родился 27 августа 1908 года на ферме недалеко от Стонуолла округа Гиллеспи штата Техас, и стал старшим из пятерых детей Сэмюэла Эли Джонсона-младшего (1877—1937) и его супруги Ребекки Бэйнс. Позже в семье появились на свет Сэм Хьюстон, Ребекка, Джозефа и Люсия. От предков Линдон Джонсон унаследовал английские, немецкие и шотландские корни. Сэмюэл Эли Джонсон-младший был предпринимателем, политиком-демократом и неоднократным членом Палаты представителей штата Техас. С переменным успехом он торговал хлопком и проводил соответствующие спекуляции. В 1920 году он полностью разорился.

### Детство, юность и молодость
Линдон Джонсон жил весьма бедно, что, однако, не помешало ему получить довольно качественное среднее образование и быть в своём классе политически активным (в 11-м классе он был президентом класса). В 1923—1926 годах учился в городской высшей школе Джонсон-Сити (штат Техас). В 1926 году поступил в Университет Техаса, но спустя 2 года временно забросил свое образование, чтобы учить грамоте детей из бедных мексиканских семей. Позже он вспоминал об этом следующее:
«Я помню боль от осознания того, что колледж закрыт для учеников этой маленькой мексиканской школы: их родители были слишком бедны. Наверное, именно тогда я решил, что не успокоюсь, пока знания не станут доступны любому американцу»
Подработка помогла Джонсону сэкономить деньги на оплату университета. В 1930 году он окончил Университет Техаса со степенью бакалавра наук по истории. Получил возможность преподавать в средней школе. Усвоенные в молодости навыки красноречия обеспечили ему место преподавателя полемики и риторики в средней школе Сэма Хьюстона в городе Хьюстон (штат Техас).
В 1934 году Джонсон непродолжительное время учился в Центре права Джорджтаунского университета, но быстро оставил учёбу в данном университете.

### Начало политической карьеры и пребывание в Палате представителей США
В 1931 году член Палаты представителей США от одного из избирательных округов Техаса Ричард Клеберг пригласил Линдона Джонсона на должность своего секретаря, на что Джонсон согласился. В 1932 году Джонсон поддержал кандидата в президенты от демократов Франклина Рузвельта и окончательно примкнул к Демократической партии. В августе 1935 года Джонсон был назначен техасским уполномоченным Национальной администрации по делам молодёжи. На этом посту, как сообщалось, проявил себя человеком весьма жёстким и сложным.
В 1937 году Джонсон был избран в Палату представителей США от 10-го избирательного округа Техаса. Джонсон получил назначения во влиятельные комитеты Конгресса и стал активным сторонником Нового курса. Добивался выделения средств на повсеместную электрификацию Техаса и другие социальные программы, в 1938—1939 годах оказывал помощь нелегальным еврейским беженцам из нацистской Германии по переселению в США.
В 1941 году он начал свою первую кампанию по выборам в Сенат. Несмотря на поддержку Рузвельта, в ходе предварительных выборов Джонсон занял второе место среди 29 претендентов.
В 1940 году, ещё до вступления США во Вторую мировую войну Джонсон был зачислен в резерв ВМС США в звании лейтенант-коммандера. На действительную службу был призван спустя 3 дня после японской атаки на Перл-Харбор. При этом сохранил место в Палате представителей США. Проходил ускоренные курсы военной подготовки в Вашингтоне, взаимодействовал с Джеймсом Форрестолом. По завершении курсов военной подготовки инспектировал техасские верфи на Западном побережье. Весной 1942 года президент Рузвельт поручил ему изучить ситуацию на Юго-Западе Тихоокеанского региона в составе исследовательской группы из трех человек. Позднее был послан в Австралию, где взаимодействовал с генералом Макартуром. 9 июня 1942 года Джонсон непосредственно выполнял боевое задание в районе Новой Гвинеи, после которого Макартур представил его к Серебряной звезде. Джонсон был награждён и ещё несколькими боевыми наградами. 17 июля 1942 года был уволен в резерв ВМС и вернулся в США. 2 июня 1948 года был повышен до капитан-лейтенанта, а 18 января 1964 года, уже будучи президентом, уволился из резерва ВМС США.
В 1948 году провёл очередную кампанию в Сенат, на этот раз успешную. В ходе предвыборной кампании учитывал интересы весьма влиятельных в Техасе сегрегационистов и активно использовал для рекламы вертолёт, на котором демонстративно летал и сам.
3 января 1949 года Линдон Джонсон прекратил исполнение обязанностей члена Палаты представителей.

### Сенаторство
В 1949—1961 годах — сенатор от штата Техас. Успешно переизбирался в 1954 и 1960 годах.
Будучи сенатором, сблизился с сенатором Ричардом Расселом из Джорджии, одним из лидеров фракции диксикратов. При этом он не примкнул к диксикратам.
С 1950 года — член сенатского комитета по вооружённым силам.
В 1951—1953 и 1955—1961 годах — лидер сенатского большинства.
В 1953—1961 годах — лидер фракции демократов в Сенате.
В 1953—1955 годах — лидер сенатского меньшинства.
2 июля 1955 года перенёс первый инфаркт от активного курения. К концу года восстановился от последствий инфаркта и вернулся к полноценной работе в Сенате. В том же году Джонсон убедил сенатора Уэйна Морса из Орегона примкнуть к Демократической партии.
В 1956 году отказался подписать так называемый «Южный манифест» против расового равенства в учебных заведениях. Также Джонсон поддержал принятие Закона о гражданских правах 1957 и 1960 годов. При этом он не порвал с Расселом и другими сенаторами-диксикратами.
В 1958 году выступил одним из ключевых инициаторов создания NASA.
Со своей известностью и сильным влиянием в Конгрессе Джонсон рассматривался как один из безусловных участников предвыборной кампании демократов 1960 года и вероятный её победитель. Однако Джонсон вступил в предвыборную кампанию демократов очень запоздало, 5 июля 1960 года, менее чем за неделю до начала работы национальной конвенции Демократической партии 11—15 июля 1960 года в Лос-Анджелесе (штат Калифорния). К этому моменту уже вполне раскрутился сенатор Джон Кеннеди из Массачусетса, главный соперник Джонсона. Джонсона активно поддерживал миллиардер Гарольд Хант, но у Кеннеди были более крупные и влиятельные спонсоры. Также Джонсон не смог сговориться с кем-либо из соперников-однопартийцев против Кеннеди. В свете этого в ходе конвенции Джонсон оказался не у дел, и официальным кандидатом в президенты от демократов стал Кеннеди. Однако Кеннеди выбрал Джонсона своим напарником, дабы тот обеспечил ему победу в Техасе с большим количеством выборщиков и в как можно большем количестве южных штатов США. Джонсон на это согласился. Вместе Кеннеди и Джонсон привели демократов к победе на выборах 8 ноября и набрали довольно много голосов выборщиков в южных штатах при том, что доверие избирателей-южан к демократам сильно пошатнулось с тех пор, как президент-демократ Трумэн принял некоторые меры по борьбе с расовой сегрегацией.
3 января 1961 года Линдон Джонсон досрочно прекратил исполнение обязанностей сенатора.

### Вице-президентство
20 января 1961 года Линдон Джонсон официально стал вице-президентом США.
Как вице-президент, Джонсон желал иметь чёткие полномочия и в целом усилить влияние должности вице-президента на положение дел в президентской администрации.
Джонсон быстро не поладил с президентом Кеннеди и его братом Робертом, генеральным прокурором США. По некоторым сведениям, президент Кеннеди не хотел переизбираться в паре с Джонсоном и в 1963 году начал подыскивать ему замену.
Как вице-президент, Джонсон совершил ряд поездок за рубеж, побывав, в частности, в ФРГ в ходе Берлинского кризиса.
В 1963 году США потряс крупный скандал о взяточничестве и финансовых злоупотреблениях. В этом скандале был замешан и вице-президент Джонсон. По состоянию на ноябрь 1963 года имелась вероятность ареста Джонсона в свете этого скандала. Однако убийство Кеннеди 22 ноября 1963 года резко изменило ситуацию, и уголовное преследование Джонсону уже не грозило.
Советская разведка считала, что за убийством Кеннеди стоял тогдашний его «номер два» — вице-президент Линдон Джонсон.

### Президентство

#### Первые дни
22 ноября 1963 года Кеннеди был убит, и с этого дня Джонсон начал исполнение обязанностей президента. Джонсон (ехавший в том же кортеже машин, что и президент) приступил к исполнению обязанностей президента, принеся присягу на борту президентского самолёта № 1, стоявшего на аэродроме Далласа, непосредственно перед вылетом в Вашингтон. В рамках различных конспирологических теорий об убийстве Кеннеди Джонсона последовательно считали одним из наиболее вероятных инициаторов и заказчиков убийства Кеннеди. Такого рода заявления, однако, не были никак доказаны.
После убийства Джона Кеннеди президент Джонсон выступил в Белом доме и привёл мрачную статистику убийств в США. Начиная с 1885 года, сказал он, на одного из каждых трёх американских президентов совершалось покушение, а один из каждых пяти президентов был убит.
25 ноября 1963 года Кеннеди был торжественно похоронен.
27 ноября 1963 года Джонсон впервые выступил перед обеими палатами Конгресса как президент США. В ходе своей речи он, в частности, заявил о намерении добиться принятия законопроекта о гражданских правах, который Конгресс не принимал с июня 1963 года.
29 ноября 1963 года президент Джонсон сформировал комиссию по расследованию убийства Кеннеди, ставшую известной как «Комиссия Уоррена». Комиссия проработала до 27 сентября 1964 года и представила подробный доклад об итогах расследования.
В одном из ранних посланий президента Джонсона Конгрессу говорилось, что каждые 26 минут в США совершается одно изнасилование, каждые 5 минут — одно ограбление, каждую минуту — угон автомашины и каждые 28 секунд — одна кража. Материальные потери государства в результате преступности составляют 27 миллиардов долларов в год.

#### Внутренняя политика
Вскоре после вступления Джонсона в должность президента США стало ясно, что он порвал с диксикратами и будет последовательно бороться за гражданские и избирательные права для всех граждан США. 2 июля 1964 года после долгих дебатов, прений и попыток сопротивления со стороны диксикратов был принят Закон о гражданских правах, предполагавший повсеместную ликвидацию в США расовой сегрегации по какому бы то ни было признаку. 6 августа 1965 года был принят Закон об избирательных правах. Это, впрочем, не решило проблему межрасовой напряжённости: в 1965, 1967 и 1968 годах вспыхивали крупные расовые беспорядки, появились радикальные организации типа «Чёрных пантер». Никуда не делись и разного рода эпизоды расовой дискриминации в южных штатах США, которые теперь лишь активнее критиковались и преследовались.
В марте 1964 года произошло крупное землетрясение на Аляске.
На президентских выборах 1964 года Джонсон был избран президентом США со значительным перевесом (61,1 % голосов избирателей или 43 миллиона человек), невиданным со времён победы Рузвельта на выборах 1936 года. При этом опора Демократической партии на Юге — диксикраты, недовольные отменой сегрегации, впервые за 100 лет массово голосовали за республиканца — известного «ястреба» Холодной войны сенатора Барри Голдуотера из Аризоны. Крайне правый республиканец Голдуотер представлялся как угроза и программам социального страхования, созданным в 1930-е годы Рузвельтом, и миру (за его готовность применить ядерное оружие во Вьетнаме), что сыграло на руку Джонсону. Джонсон, уже успевший сформировать высокий рейтинг одобрения за счёт принятия Закона о гражданских правах 1964 года и сплотивший вокруг себя демократов, успешно победил Голдуотера в паре с сенатором Хамфри из Миннесоты.
4 января 1965 года Джонсон заявил о желании создать «Великое общество», в котором не было бы бедности. Конгресс выделил на эти цели около миллиарда долларов. Соответствующая социальная программа не была доведена до конца и была свёрнута в 1967 году в свете войны во Вьетнаме.
Линдон Джонсон повторно вступил в должность президента 20 января 1965 года, менее чем через два года после смерти Кеннеди, поэтому имел право баллотироваться и на следующий срок. В тот же день вакантный с 22 ноября 1963 года пост вице-президента США занял Хамфри.
30 июля 1965 года была учреждена государственная медицинская страховка Medicare.
Во время второго срока Джонсона вновь начали обостряться проблемы, связанные с правами чернокожих американцев. В августе 1965 года в афроамериканском районе Лос-Анджелеса произошли беспорядки, в результате которых погибло 35 человек. Летом 1967 года произошли крупнейшие выступления афроамериканского населения. В Ньюарке (штат Нью-Джерси) погибли 26 человек, ещё 40 погибли в Детройте (штат Мичиган). 4 апреля 1968 года был убит лидер движения за гражданские права Мартин Лютер Кинг. После этого в 125 городах, в том числе и в Вашингтоне, начались новые волнения афроамериканского населения. Все эти годы давали о себе знать и радикальные организации типа «Чёрных пантер».
1 декабря 1965 года президент Джонсон подписал Закон об иммиграции и гражданстве, значительно упростивший иммиграцию в США и процесс получения американского гражданства.
В 1966 году президент Джонсон добился принятия мер по созданию «учительского корпуса», программы жилищных субсидий нуждающимся семьям, программы «образцовых городов», новых мер борьбы с загрязнением воды и воздуха, программы строительства улучшенных автомагистралей, увеличения выплат по социальному страхованию, новых мер в области медицинской и профессиональной реабилитации. Администрация Джонсона приняла также ряд мер по увеличению безопасности дорожного движения — в пользе данного проекта конгрессменов убедил, в частности, в своей книге «Опасен при любой скорости: недостатки конструкции американского автомобиля» юрист и политический активист Ральф Нейдер. В сентябре 1966 года Джонсон утвердил два законопроекта об автомобильном транспорте. Для властей штатов и местных органов власти были созданы фонды на развитие программ безопасности дорожного движения. Также вводились государственные стандарты безопасности для автомобилей и автопокрышек. Однако в 1967 году эти и многие другие социальные программы были свёрнуты в свете войны во Вьетнаме.
23 февраля 1967 года вступила в силу 25-я конституционная поправка.
В 1968 году был принят очередной Закон о гражданских правах.
Из-за войны во Вьетнаме к президентским выборам 1968 года популярность Джонсона значительно упала. Антивоенные настроения подпитывали подъём молодёжного движения новых левых («Студенты за демократическое общество», хиппи, йиппи и т. д.), кульминацией которого были протесты во время национальной конвенции Демократической партии США в Чикаго (штат Иллинойс) в августе 1968 года. В свете этого, Тетского наступления и военных репортажей Уолтера Кронкайта, а также подорванного здоровья Джонсон 31 марта 1968 года объявил о нежелании баллотироваться на очередной президентский срок и поддержал вице-президента Хамфри. В рамках праймериз Демократической партии Хамфри противостояли более решительные и жёсткие противники войны во Вьетнаме в лице Роберта Кеннеди, Джорджа Макговерна и Юджина Маккарти. Хамфри занимал осторожную и нечёткую позицию по отношению к войне во Вьетнаме, что не нравилось многим противникам войны, как и немалому проценту демократов. 5 июня 1968 года на Кеннеди совершили покушение, а 6 июня он умер. Это облегчило положение Хамфри, и в ходе национальной конвенции Демократической партии 26—29 августа 1968 года в Чикаго (штат Иллинойс) он был избран официальным кандидатом в президенты от демократов. Напарником Хамфри стал сенатор Эдмунд Маски из Мэна. Предвыборная кампания 1968 года была для демократов напряжённой и трудной. В итоге выборы 5 ноября выиграла пара Никсон-Агню, выдвинутая республиканцами. Вскоре после победы на выборах Никсон встретился в Белом доме с Джонсоном.
20 января 1969 года Линдон Джонсон передал президентские полномочия Никсону.

#### Внешняя политика
В марте-апреле 1964 года при поддержке США в Бразилии было свергнуто демократическое правительство Жуана Гуларта.
В апреле 1965 года в рамках провозглашённой «доктрины Джонсона» США отправили войска в Доминиканскую Республику и установили там лояльное правительство. Джонсон оправдывал интервенцию, утверждая, что коммунистические элементы пытались взять под контроль движение мятежников. В сентябре 1966 года США частично вывели свои войска из Доминиканской Республики.
При президентстве Джонсона США начали оказывать значительную финансово-экономическую помощь режиму Пак Чон Хи в Южной Корее. За счёт этого экономическая ситуация в Южной Корее начала улучшаться.
Главным внешнеполитическим событием периода президентства Джонсона стала война во Вьетнаме. США поддерживали правительство Южного Вьетнама в его борьбе с коммунистическими партизанами НФОЮВ, которые, в свою очередь, пользовались поддержкой Северного Вьетнама, а также СССР, КНР и КНДР. В августе 1964 года после двух инцидентов в Тонкинском заливе Джонсон приказал нанести ответные удары с воздуха по Северному Вьетнаму и добился принятия Конгрессом резолюции о поддержке любых действий, которые президент сочтёт необходимыми для «отпора нападению на вооружённые силы США и предотвращения дальнейшей агрессии» в Юго-Восточной Азии. 27 февраля 1965 года началась военная операция «Раскаты грома», в марте в Южный Вьетнам начали прибывать первые полноценные военные подразделения, а летом того же года президент Джонсон принял решение об увеличении американского контингента во Вьетнаме. Численность американских вооружённых сил во Вьетнаме увеличилась с 20 тысяч при Кеннеди до почти 540 тысяч к концу президентства Джонсона. Кроме того, Джонсон официально отдал приказ о использовании сухопутной армии в военных операциях на территории Южного Вьетнама. 23 января 1968 года КНДР захватила близ своих берегов американское судно-разведчик «Пуэбло» с экипажем из 82 человек. Неделей позже партизаны Национального фронта освобождения Южного Вьетнама при поддержке северовьетнамской армии начали так называемое Тетское наступление, одновременно атаковав многие военные объекты и города Южного Вьетнама. Один из крупнейших городов страны Хюэ был почти полностью захвачен. Кроме того, партизанам удалось проникнуть на территорию американского посольства в Сайгоне, что получило широкий резонанс в средствах массовой информации США. Эта атака поставила под серьёзное сомнение доклады американских должностных лиц и военачальников об успехах, якобы достигнутых во Вьетнаме. Генерал Уильям Уэстморленд, командующий американскими войсками во Вьетнаме, запросил о дополнительном направлении туда ещё 206 тысяч солдат. Кровавый характер войны во Вьетнаме, её бесплодность и всё большая непопулярность среди американцев самым негативным образом сказались на президентском рейтинге Джонсона, и в марте 1968 года он отказался баллотироваться на очередной президентский срок. Также Джонсон вынужден был пойти на переговоры с Северным Вьетнамом и распорядиться прекратить бомбардировки в рамках операции «Раскаты грома».
Американо-советские отношения при президентстве Джонсона были неоднозначными. С одной стороны, продолжалась Холодная война, а отношения между США и СССР были сильно осложнены эскалацией войны во Вьетнаме. Одновременно при Джонсоне США и СССР, по его собственным словам, подписали больше соглашений, чем при каком-либо его предшественнике на посту президента США. Так, 27 января 1967 года США, СССР, а также Великобритания подписали Договор «О принципах деятельности государств по исследованию и использованию космического пространства, включая Луну и другие небесные тела». В июне того же года в свете Шестидневной войны американо-советские контакты резко участились и расширились, а 23-25 июня в Гласборо (штат Нью-Джерси) даже состоялись первые за 6 лет американо-советские переговоры на высшем уровне. Президент Джонсон встретился с председателем Совета Министров СССР Алексеем Косыгиным и обсудил с ним ситуацию на Ближнем Востоке и во Вьетнаме. Никаких документов по итогам саммита подписано не было, но сам саммит расценили как успешную предтечу разрядки 1970-х годов. Американские СМИ даже говорили о «духе Гласборо». Годом позже, 1 июля 1968 года, США и СССР совместно подписали Договор о нераспространении ядерного оружия. Наконец, при президентстве Джонсона не было каких-либо напряжённых международных кризисов типа Карибского.

#### Экономика
Экономика при всём президентстве Джонсона развивалась успешно, ВВП отличали весьма высокие темпы роста, в то время как показатели безработицы и инфляции были ниже, чем при президентстве Кеннеди.

### После президентства
После 20 января 1969 года Джонсон ушёл из большой политики, писал мемуары и иногда выступал с лекциями в Университете Техаса.
В 1972 году подверг резкой критике антивоенную платформу кандидата в президенты от Демократической партии Джорджа Макговерна, хотя и поддержал его кандидатуру, заявив, что если бы Макговерн не был демократом, то он не поддержал бы его кандидатуру.

### Смерть и похороны
12 января 1973 года Джонсон на своём ранчо записал часовое интервью с журналистом Уолтером Кронкайтом, в котором обсудил своё наследие, особенно в области движения по защите гражданских прав. Всё время интервью он курил и сказал Кронкайту, что для его сердца «лучше курить, чем нервничать».
Через десять дней, 22 января, примерно в 15:39 по центральному времени Джонсон, находясь в спальне своего дома в родном городе Стонуолле, перенёс третий, обширный инфаркт. Он смог позвонить агентам Секретной службы, находившимся на его ранчо. Прибывшие агенты обнаружили его без сознания. Дыхание отсутствовало. В руке он держал трубку. Джонсон был доставлен на одном из президентских самолётов в Сан-Антонио (штат Техас) и принят в медицинском центре Армии имени Брука. Армейский врач полковник Джордж Макгрэнахен объявил, что президент умер по прибытии. Джонсону было 64 года. Он был последним умершим президентом демократом 51 год, в период с 1973 по 2024 до смерти Джимми Картера.
Линдон Джонсон был торжественно похоронен 25 января 1973 года в Вашингтоне. Смерть Джонсона прокомментировал, в частности, президент Никсон.

## Личная жизнь

### Семья
17 ноября 1934 года супругой Линдона Джонсона стала Клаудия Альта Тейлор, известная как Леди Бёрд (ladybird англ. «божья коровка»). Прозвище, которое в детстве девушке дала няня, фактически стало её именем: Линдон звал Клаудию Бёрд, это же имя написано в свидетельстве о браке. Предложение руки и сердца Джонсон сделал на первом свидании. Леди Бёрд не хотела спешить со свадьбой, но уже спустя 10 недель сказала «да». Торжество состоялось в епископальной церкви Святого Марка в Сан-Антонио, штат Техас. Клаудия пережила три выкидыша, прежде чем на свет появились дочери Линда Бёрд (род. 1944) и Люси Бэйнс (род. 1947). Интересный факт: супруги и дети имеют одинаковые инициалы LBJ. Леди Бёрд была единственной законной супругой Джонсона, но в личной жизни политика не обошлось без любовных романов. До 1967 года Джонсон, в частности, имел интрижку с Элис Гласс — возлюбленной газетного магната Чарльза Марша, в 1948 году познакомился с юной кокеткой Маделейн Браун. Предполагается, что своего второго ребёнка, Стивена Марка Брауна, женщина родила от Линдона. «Сын» пытался в суде доказать наличие родственной связи с президентской семьёй, но в 1989 году в удовлетворении его иска было отказано. 

### Религия
Всю сознательную жизнь был членом протестантской церкви Ученики Христа (реставриционизм). Был очень близок с Билли Грэмом. 

## Награды
- Серебряная Президентская медаль Свободы (США)
- Серебряная звезда (США; 9 июня 1942)
- Медаль «За защиту Америки» (США; 1942)
- Медаль «За Американскую кампанию» (США; 1942)
- Медаль «За Азиатско-тихоокеанскую кампанию» (США; 1942)
- Медаль Победы во Второй мировой войне (США; 1945)

## Воинские звания
- Лейтенант-коммандер ВМС США (21 июня 1940)
- Капитан-лейтенант ВМС США (2 июня 1948)

## Память
В честь Линдона Джонсона был, в частности, назван космический центр в Хьюстоне. 27 августа — день рождения Джонсона — в Техасе объявлен праздничным днём, однако государственные учреждения не прерывают свою работу, а остальные работодатели могут выбрать, предоставлять сотрудникам выходной или нет.

## Образ в кино и культуре
- Джонсон представлен в фильме Форрест Гамп 1994 года. Главный герой получает из рук президента Линдона Джонсона Медаль почёта, высшую военную награду страны. Президент интересуется, какое ранение он получил, и Форрест оголяет перед ним свою «пятую точку», на что Президент лишь отшучивается.
- В 2002 году на канале HBO вышел фильм «Путь к войне», где роль Джонсона исполнил актёр Майкл Гэмбон
- В апреле 2011 года состоялась премьера мини-сериала «Клан Кеннеди», роль Джонсона сыграл актёр Дон Эллисон.
- 16 августа 2013 года вышел американский фильм «Дворецкий», роль Джонсона сыграл актёр Лев Шрайбер.
- В 2016 году вышел американский фильм «До самого конца», роль Джонсона сыграл актёр Брайан Крэнстон.
- В 2016 году вышел американский фильм «Джеки», роль Джонсона сыграл актёр Джон Кэрролл Линч.
- В 2017 году вышел американский фильм «ЛБД», роль Джонсона сыграл актёр Вуди Харрельсон.
- Джонсон также появляется в качестве одного из персонажей в японской видеоигре Metal Gear Solid 3: Snake Eater: в начале игры звучит его диалог с Никитой Хрущёвым по телефону, а в конце игры Джонсон в Белом Доме лично вручает главному герою награду и произносит небольшую торжественную речь.
- В фильме 2018 года "Ничего хорошего в отеле «Эль Рояль», действие которого происходит в 1964 году, показаны документальные кадры выступления Джонсона о Войне во Вьетнаме.
- В третьем сезоне сериала «Корона», роль Джонсона исполнил актёр Клэнси Браун
- В сериале «Крёстный отец Гарлема» (2019) роль Линдона Джонсона исполнил Ральф Браун
- В фильме «Парни что надо» (1983) роль Джонсона исполнил Дональд Моффет.
- Инициалы Линдона Джонсона использовались в популярной среди хиппи речёвке: «Эй! Эй! ЛБД! Сколько детей ты сегодня убил?» (англ. Hey! Hey! LBJ! How many kids did you kill today?), намекающей на вьетнамских детей.